# Arnie Risen
Arnie Risen foi um jogador de basquete norte-americano que foi campeão da Temporada da NBA de 1956-57 jogando pelo Boston Celtics.